# Renatus Leonard Nkwande
Renatus Leonard Nkwande (Mantare, 12 novembre 1965) è un arcivescovo cattolico tanzaniano, dall'11 febbraio 2019 arcivescovo metropolita di Mwanza.

## Biografia

### Formazione e ministero sacerdotale
Dopo aver frequentato la scuola elementare nella città di Sumve, ha scoperto la sua vocazione religiosa nel 1981, prendendo la decisione di entrare in un seminario giovanile cattolico. Nel 1987 si è trasferito al seminario maggiore Kibosho Magharibi, che appartiene alla diocesi di Moshi, e nel 1989 ha proseguito gli studi teologici presso il seminario teologico Saint Charles Lwanga di Dar es Salaam.
Terminati gli studi in seminario, il 2 luglio 1995 è stato ordinato sacerdote dall'allora arcivescovo Anthony Petro Mayalla, per l'arcidiocesi di Mwanza nella quale ha svolto tutto il suo sacerdozio.
Nel 2002 si è recato in Italia per conseguire la laurea in diritto canonico presso la Pontificia Università Urbaniana di Roma.
Rientrato dall'Italia nel 2005, è divenuto in seguito vicario generale e amministratore diocesano dell'arcidiocesi di Mwanza.

### Ministero episcopale
Il 27 novembre 2010 papa Benedetto XVI ha creato la nuova diocesi di Bunda e lo ha nominato primo vescovo.
Ha ricevuto l'ordinazione episcopale il 20 febbraio 2011 per mano del cardinale Polycarp Pengo, arcivescovo metropolita di Dar-es-Salaam, co-consacranti l'allora arcivescovo di Mwanza Jude Thaddaeus Ruwa'ichi e il vescovo di Musoma Michael George Mabuga Msonganzila.
Il 7 aprile 2014 è stato ricevuto in udienza papale durante la visita ad limina, insieme agli altri presuli tanzaniani.
In Vaticano, dal 4 al 25 ottobre 2015, ha partecipato alla XIV assemblea generale ordinaria del sinodo dei vescovi e dal 3 al 28 ottobre 2018 alla XV assemblea generale ordinaria, il cui tema era "I giovani, la fede e il discernimento vocazionale".
Il 10 settembre 2018 è diventato amministratore apostolico di Mwanza, sede vacante dopo la nomina di Jude Thaddaeus Ruwa'ichi ad arcivescovo coadiutore di Dar-es-Salaam. L'11 febbraio 2019 papa Francesco lo ha nominato arcivescovo metropolita di tale sede, della quale ha preso possesso il successivo 12 maggio, mentre il 29 giugno ha ricevuto il pallio durante la cerimonia presieduta dal Santo Padre in piazza san Pietro a Roma.

## Genealogia episcopale e successione apostolica
La genealogia episcopale è:
- Cardinale Scipione Rebiba
- Cardinale Giulio Antonio Santori
- Cardinale Girolamo Bernerio, O.P.
- Arcivescovo Galeazzo Sanvitale
- Cardinale Ludovico Ludovisi
- Cardinale Luigi Caetani
- Cardinale Ulderico Carpegna
- Cardinale Paluzzo Paluzzi Altieri degli Albertoni
- Papa Benedetto XIII
- Papa Benedetto XIV
- Papa Clemente XIII
- Cardinale Enrico Benedetto Stuart
- Papa Leone XII
- Cardinale Chiarissimo Falconieri Mellini
- Cardinale Camillo Di Pietro
- Cardinale Mieczysław Halka Ledóchowski
- Cardinale Jan Maurycy Paweł Puzyna de Kosielsko
- Arcivescovo Józef Bilczewski
- Arcivescovo Bolesław Twardowski
- Arcivescovo Eugeniusz Baziak
- Papa Giovanni Paolo II
- Cardinale Polycarp Pengo
- Arcivescovo Renatus Leonard Nkwande

La successione apostolica è:
- Vescovo Simon Chibuga Masondole (2021)